# Club Daze Volume II: Live in the Bars
Club Daze Volume II: Live in the Bars è un album live pubblicato nel 2002 dal gruppo heavy metal statunitense Twisted Sister. Le tracce 1-2 provengono dalle sessions del 1984 dell'album Stay Hungry, le tracce 3-9 provengono da un concerto radiofonico per Halloween del 1979 e le tracce 10-13 dai primi demo-tape trasmessi sempre per radio.

## Tracce
1. Never Say Never (2001 Recording) – 2:21
2. Blastin Fast and Loud (2001 Recording) – 3:01
3. Follow Me (Live) – 3:31
4. Under The Blade (Live) – 5:02
5. Lady's Boy (Live) – 5:10
6. Come Back (Live) – 6:55
7. Can't Stand Still (Live) – 4:49
8. Honey, Look Twice (Live) – 4:13
9. You Know I Cry (Live) – 5:53
10. Without You (Live) – 2:28
11. Plastic Money (Live) – 4:11
12. Long Tall Sally (Live) – 2:26
13. Johnny B. Goode (Live) – 4:20

## Formazione
- Dee Snider - voce
- Eddie "Fingers" Ojeda - chitarra
- Jay Jay French - chitarra
- Mark "The Animal" Mendoza - basso
- A. J. Pero - batteria